# Nodilittorina pyramidalis
Nodilittorina pyramidalis là một loài ốc biển, là động vật thân mềm chân bụng sống ở biển trong họ Littorinidae.